# Wrightia natalensis
Wrightia natalensis är en oleanderväxtart som beskrevs av Otto Stapf. Wrightia natalensis ingår i släktet Wrightia och familjen oleanderväxter. Inga underarter finns listade i Catalogue of Life.